# باشگاه فوتبال هشتگ یونایتد
باشگاه فوتبال هشتگ یونایتد (انگلیسی: Hashtag United F.C.) یک باشگاه فوتبال در شهر پیتسی، انگلیس است که در سال ۲۰۱۶ تأسیس شده‌است.